# Kingston (Wisconsin)
Kingston és una població dels Estats Units a l'estat de Wisconsin. Segons el cens del 2000 tenia 288 habitants.

## Demografia
Segons el cens del 2000, Kingston tenia 288 habitants, 123 habitatges, i 83 famílies. La densitat de població era de 82,4 habitants per km².
Dels 123 habitatges en un 27,6% hi vivien nens de menys de 18 anys, en un 50,4% hi vivien parelles casades, en un 11,4% dones solteres, i en un 32,5% no eren unitats familiars. En el 27,6% dels habitatges hi vivien persones soles el 15,4% de les quals corresponia a persones de 65 anys o més que vivien soles. El nombre mitjà de persones vivint en cada habitatge era de 2,34 i el nombre mitjà de persones que vivien en cada família era de 2,86.
Per edats la població es repartia de la següent manera: un 23,6% tenia menys de 18 anys, un 7,3% entre 18 i 24, un 29,9% entre 25 i 44, un 20,5% de 45 a 60 i un 18,8% 65 anys o més.
L'edat mediana era de 39 anys. Per cada 100 dones de 18 o més anys hi havia 94,7 homes.
La renda mediana per habitatge era de 36.250 $ i la renda mediana per família de 48.125 $. Els homes tenien una renda mediana de 31.786 $ mentre que les dones 22.000 $. La renda per capita de la població era de 18.770 $. Aproximadament el 2,8% de les famílies i el 5,1% de la població estaven per davall del llindar de pobresa.

## Poblacions més properes
El següent diagrama mostra les poblacions més properes.